# Howard J. Brewington
Howard J. Brewington, né le 3 décembre 1952, est un astronome américain.

## Biographie
Howard J. Brewington est d'abord astronome amateur, il est devenu professionnel : il travaille pour le programme Sloan Digital Sky Survey conduit par l'observatoire d'Apache Point au Nouveau-Mexique aux États-Unis. Il a découvert ou co-découvert cinq comètes : C/1989 W1 (Aarseth-Brewington), 97P/Metcalf-Brewington, C/1991 Y1 (Zanotta-Brewington), 154P/Brewington et C/1996 N1 (Brewington).
L'astéroïde (5799) Brewington lui a été dédié.